# 埃马尼
埃马尼（法語：Émagny，法語發音：[emaɲi]）是法国杜省的一个市镇，属于贝桑松区。

## 地理
埃马尼（47°18'41"N, 5°52'10"E）面积5.15 平方千米，位于法国勃艮第-弗朗什-孔泰大區杜省，该省份为法国东部内陆省份，北起上索恩省，西接汝拉省，东部及东南部与瑞士接壤，东北部与贝尔福地区省接壤。
与埃马尼接壤的市镇（或旧市镇、城区）包括：潘村、蒙克莱、努瓦龙特、博莫特莱潘。

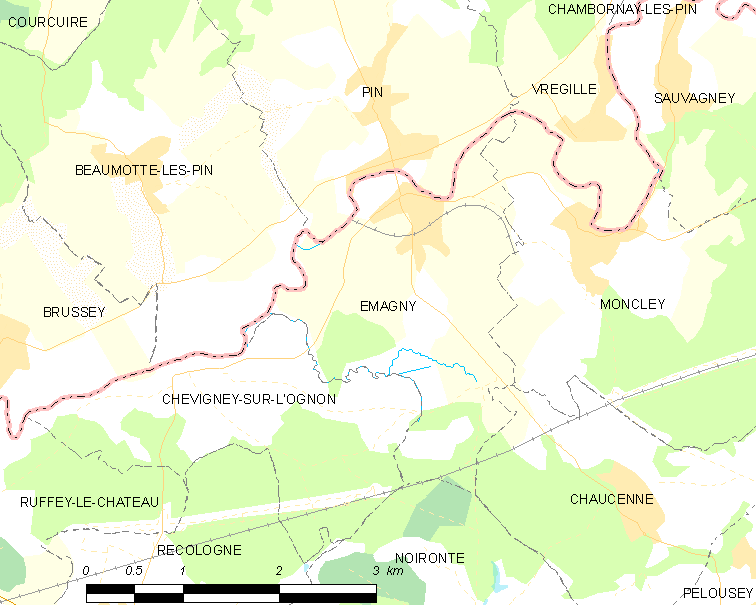
埃马尼的OSM定位图

埃马尼的时区为UTC+01:00、UTC+02:00（夏令时）。

## 行政
埃马尼的邮政编码为25170，INSEE市镇编码为25217。

## 政治
埃马尼所属的省级选区为圣维特县。

## 人口

1962-2008年间埃马尼人口变化图示

埃马尼于2022年1月1日时的人口数量为620人。